# Ернст Залізний
Ернст Залізний (нім. Ernst der Eiserne; 1377, Брук-ан-дер-Мур — 10 червня 1424, там само) — герцог Внутрішньої Австрії у 1402—1424 роках з Леопольдинської лінії династії Габсбургів. Ернст був третім сином австрійського герцога Леопольда III й Вірідіс Вісконті, дочки Бернабо Вісконті, правителя Мілана.

## Біографія
Після загибелі батька у битві під Земпахом 1386 року Ернст перебував під опікою свого дядька Альбрехта III, герцога Австрії, а у 1401 році супроводжував німецького короля Рупрехта в його кампаніях в Італії. У 1402 році Ернста визнали його старші брати Вільгельм та Леопольд IV як герцога Штирії.
По смерті старшого брата, герцога Вільгельма, у 1406 році решта синів Леопольда III розділили між собою спадкові володіння: старший Леопольд IV отримав Передню Австрію, Каринтію, Крайну й опіку над юним герцогом Австрії Альбрехтом V; Ернст — Штирію, а молодший Фрідріх IV — Тіроль. Однак вже наступного року спалахнув конфлікт між Ернстом та Леопольдом IV за контроль над Віднем. У цій сутичці Ернста підтримала міська верхівка та гільдії купців австрійської столиці, тоді як за Леопольда IV стояли цехи. Незважаючи на певні успіхи у війні проти Леопольда, у 1409 році Ернст був змушений поступитись старшому брату й відмовитись від претензій на Відень.
Після смерті Леопольда IV у 1411 році Ернст, як старший роду, став главою Габсбурзького дому. Землі Австрійської монархії були знову розділені: Альбрехту V залишено власне Австрію, Фрідріх IV у додаток до Тіролю отримав Передню Австрію, а Ернст став правителем Штирії, Каринтії, Крайни, а також Трієста й ленів у Фриулі та Істрії (все разом — Внутрішня Австрія). Цей розподіл поклав початок формуванню Штирійської (нащадки Ернста) й Тірольської (нащадки Фрідріха IV) гілок дому Габсбургів.
Ернст Залізний був останнім правителем Каринтії, що коронувався 1414 року за стародавнім словенським звичаєм на Госпосвітському полі. Він також першим з Габсбургів став використовувати титул ерцгерцога, який був запроваджений Рудольфом IV 1358 року, але з того часу не застосовувався через опір імператорів Священної Римської імперії.
З 1412 року Ернст перебував у безперервному конфлікті з імператором Сигізмундом. Коли у 1417 році імператор позбавив його брата Фрідріха IV володінь, Ернст спочатку спробував сам закріпитись у Тіролі, але потім, домовившись із братом, очолив австрійсько-тірольські війська, що дали відсіч спробам імператора захопити владу у володіннях Фрідріха.
Від Ернста Залізного ведуть своє походження всі наступні імператори Священної Римської та Австрійської імперій з династії Габсбургів.

## Родина
Дружина — Маргарита Грифич (1366—1410), ерцгерцогиня Австрійська
Діти: не було
Дружина — Кімбурга Мазовецька
Діти:
- Фрідріх III  (1415—1493) — імператор Священної Римської імперії
- Маргарет Австрійська (1416—1486) — дружина Фредеріка II, правителя Саксонії.
- Альбрехт VI, ерцгерцог Австрії (1418—1463).
- Катерина Австрійська (1420—1493) — дружина Карла I, маркграфа Баден-Бадена.
- Ернест II Австрійський (1420—1432).
- Олександра Австрійська (1421).
- Анна Австрійська (1422—1429).
- Леопольд Австрійський (1424, Вінер-Нойштадт).
- Рудольф Австрійський (1424, Вінер-Нойштадт).

## Галерея (портрети дітей)

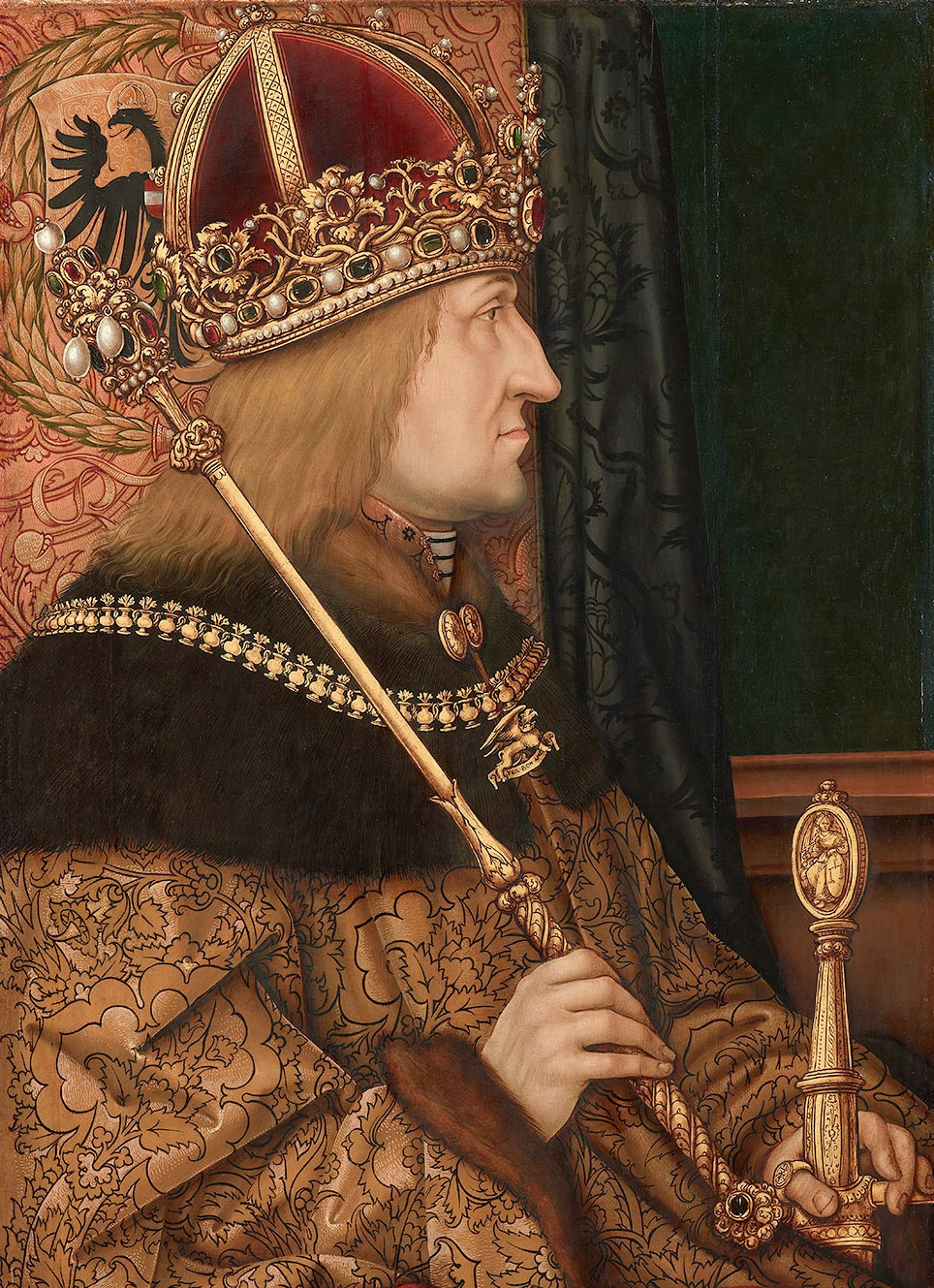
1 Фрідріх (1415—1493)
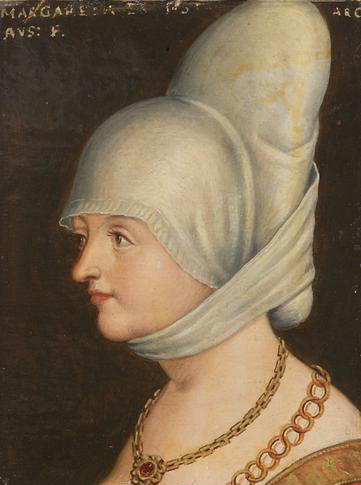
2 Маргарита (1416—1486)
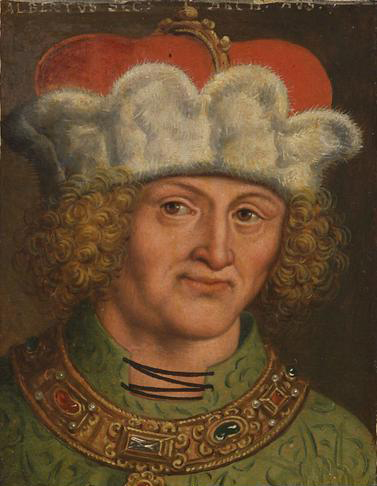
3 Альбрехт (1418—1463)
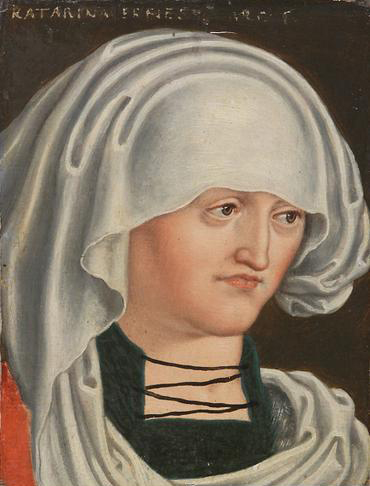
4 Катерина (1420—1493)
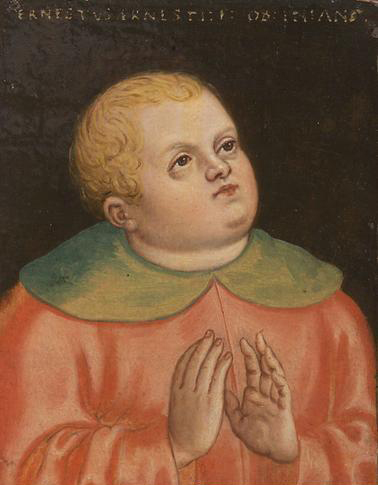
5 Ернст (1420—1432)
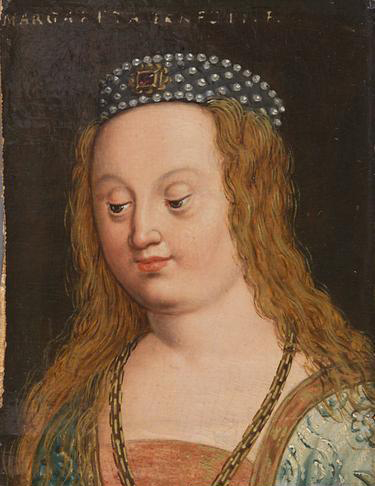
6 Олександра (1421)
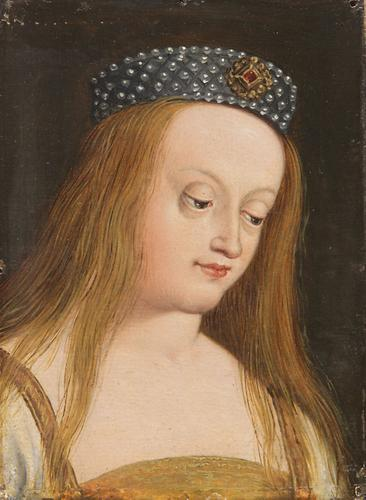
7 Анна (1422—1429)
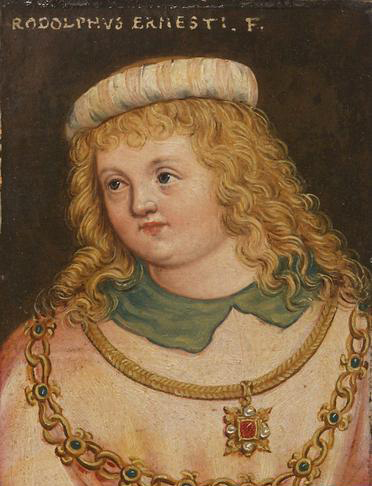
8 Рудольф (1424)
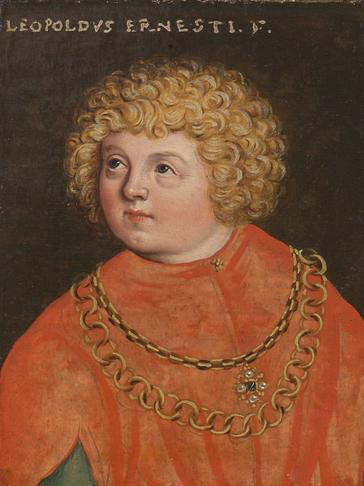
9 Леопольд (1424)